# جيانلوكا سامبيترو
جيانلوكا سامبيترو (بالإيطالية: Gianluca Sampietro)‏ (15 مارس 1993 بجنوة في إيطاليا - ) هو لاعب كرة قدم إيطالي في مركز الوسط. شارك مع منتخب إيطاليا تحت 18 سنة لكرة القدم ومنتخب إيطاليا تحت 19 سنة لكرة القدم ومنتخب إيطاليا تحت 20 سنة لكرة القدم. أما مع النوادي، فقد لعب مع نادي أنكونا ونادي برو باتاريا ونادي بيزا ونادي سامبدوريا وPortogruaro Calcio ASD ‏.

## روابط خارجية
- جيانلوكا سامبيترو على موقع قاعدة بيانات كرة القدم.إي يو (الإنجليزية)
- جيانلوكا سامبيترو على موقع Soccerway.com (الإنجليزية)